# Erni Claußmeyer
Ernst „Erni” Claußmeyer (ur. 26 maja 1947 w Dortmundzie) – niemiecki kolarz torowy reprezentujący RFN, złoty medalista mistrzostw świata.

## Kariera
Największy sukces Erni Claußmeyer osiągnął w 1970 roku, kiedy wspólnie z Hansem Lutzem, Peterem Vonhofem i Günterem Haritzem zdobył złoty medal w drużynowym wyścigu na dochodzenie podczas mistrzostw świata w Leicesterze. Był to jedyny medal wywalczony przez Claußmeyera na międzynarodowej imprezie tej rangi. W 1968 i 1974 roku zdobywał mistrzostwo kraju w madisonie, nigdy jednak nie wystartował na igrzyskach olimpijskich.